# Government of Wales Act 2006
Pour les articles homonymes, voir Wales Act.
Le Government of Wales Act 2006 (« Deddf Llywodraeth Cymru 2006 », officiellement en gallois à partir de 2012) est une loi du Parlement du Royaume-Uni introduite à la Chambre des lords le 1er mars 2006 et sanctionnée le 25 juillet 2006.
Cette loi réforme sensiblement l’assemblée nationale pour le pays de Galles — érigée par le Government of Wales Act 1998 en 1999 — en lui concédant la possibilité de mettre en œuvre des quasi-lois à l’échelle du pays de Galles — les « mesures de l’Assemblée (en) » — et dissocie la branche exécutive de la législature tout en rendant responsables les membres du gouvernement de l’Assemblée galloise devant celle-ci. Elle est généralement qualifiée de « seconde constitution » des institutions dévolues au pays de Galles.
Une partie de la loi est consacrée à la capacité de l’Assemblée galloise à légiférer pleinement sous la forme de lois (en) mais remet son application à la tenue d’un référendum par lequel les Gallois accepteraient un tel dispositif. Après la consultation référendaire de mars 2011, l’Assemblée galloise fait des lois dans les domaines dévolus sans le nécessaire consentement du Parlement britannique depuis le renouvellement de mai 2011.